# 陈振亮
陈振亮（1963年8月—），山西寿阳人，汉族，1983年8月参加工作，1984年6月加入中国共产党。中华人民共和国政治人物、第十三届全国人民代表大会山西地区代表。
山西农业大学农学专业毕业，研究生学历，法学博士。2013年12月，任中共运城市委副书记。2016年5月，任运城市代市长，10月当选市长。2018年1月，任中共朔州市委书记。2018年2月24日，当选为第十三届全国人大代表。2021年1月，任山西省人力资源和社会保障厅厅长。2023年，退居二线，转任山西省人大常委会人事代表工作委员会主任。